# ブラント・アスト
ブラント・アスト（Brant Steven Ust、1978年7月17日 - ）は、ベルギー・ブリュッセル出身のイギリスの元プロ野球選手（内野手）。

## 来歴
1996年、ワシントン州の高校を卒業後、MLBドラフト11巡目（全体329位）でニューヨーク・ヤンキースに指名されたが、契約せず大学へ進学。
1999年、MLBドラフト6巡目（全体177位）でデトロイト・タイガースに指名され入団。A-級オネオンタ・タイガースでプレー。
2000年はAA級ジャクソンビル・サンズでプレー。
2001年はルーキー級ガルフ・コーストリーグ・タイガースやAA級エリー・シーウルフズでプレー。
2002年はAA級エリー、A+級レイクランド・タイガースでプレーした。
2003年はAA級エリー、AAA級トレド・マッドヘンズでプレー。
2004年はAAA級トレドでプレー。
2005年、ボストン・レッドソックスに移籍。A+級ウィルミントン・ブルーロックスでプレー。
2006年、ピッツバーグ・パイレーツに移籍。A+級リンチバーグ・ヒルキャッツでプレー後、AA級アルトゥーナ・カーブに昇格。
2007年、シアトル・マリナーズに移籍。AAA級タコマ・レイニアーズでプレーした。4月9日には緊急に投手として初登板し、1回を投げ4失点で降板した。オフには欧州野球選手権にイギリス代表として出場し、MVPを獲得した。
2008年、イタリア・セリエA所属のグロッセート・オリオールズに入団。
2009年、ミシガン大学のコーチに就任。
2010年、アメリカ代表のディレクターに就任。
現在は靴関係の会社の共同経営者に就任している。

## 人物・プレースタイル
パワーを生かした打力が持ち味。内野なら基本的にどこでも守れる。
父親がイングランド出身のため、イギリス代表としてプレーしている。

## タイトル・表彰・記録

### タイトル・表彰
- 2007年の欧州野球選手権MVP